# Chiemgauské Alpy

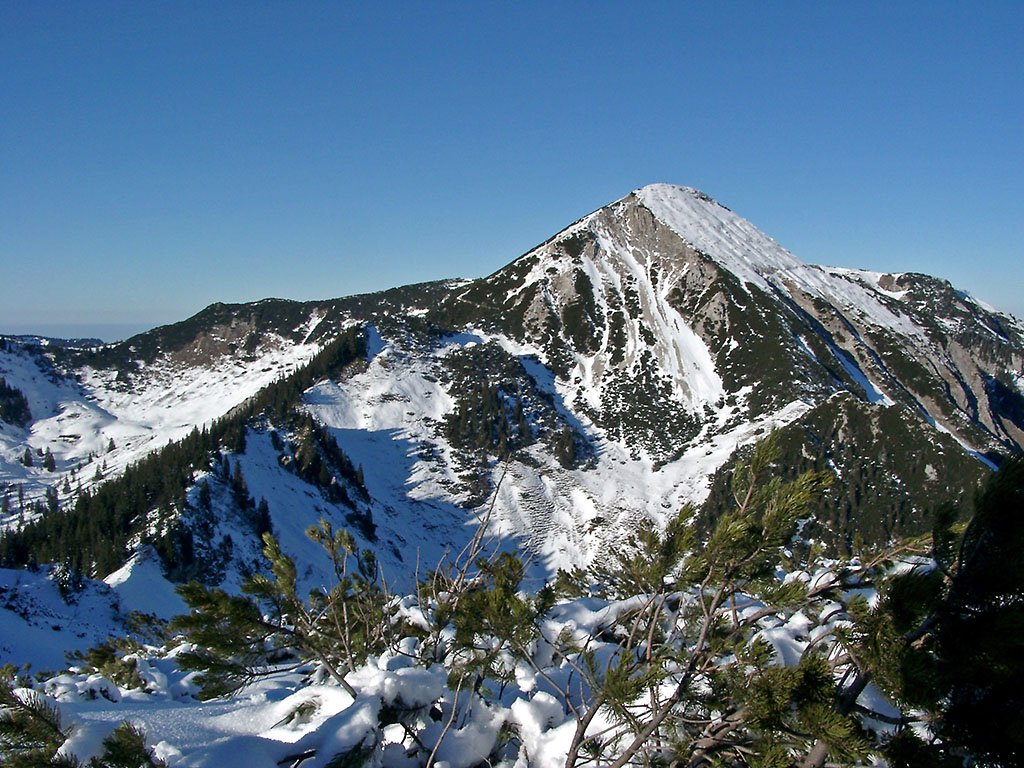
vrchol Geigelstein

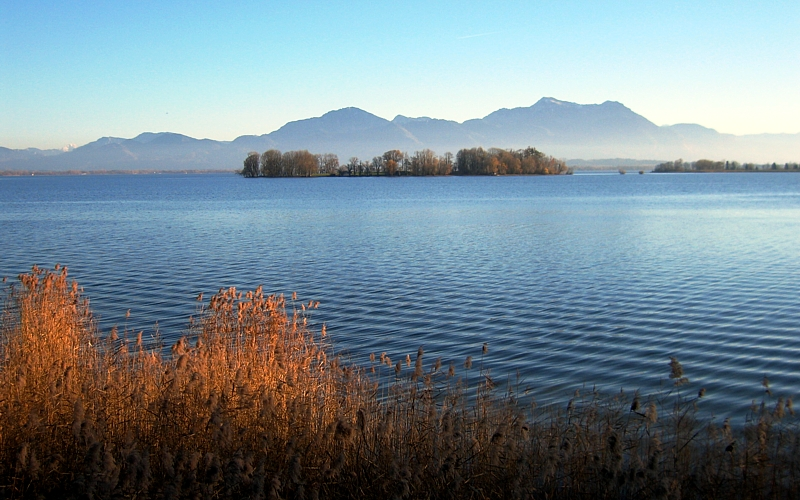
jezero Chiemsee a Chiemgauské Alpy v pozadí

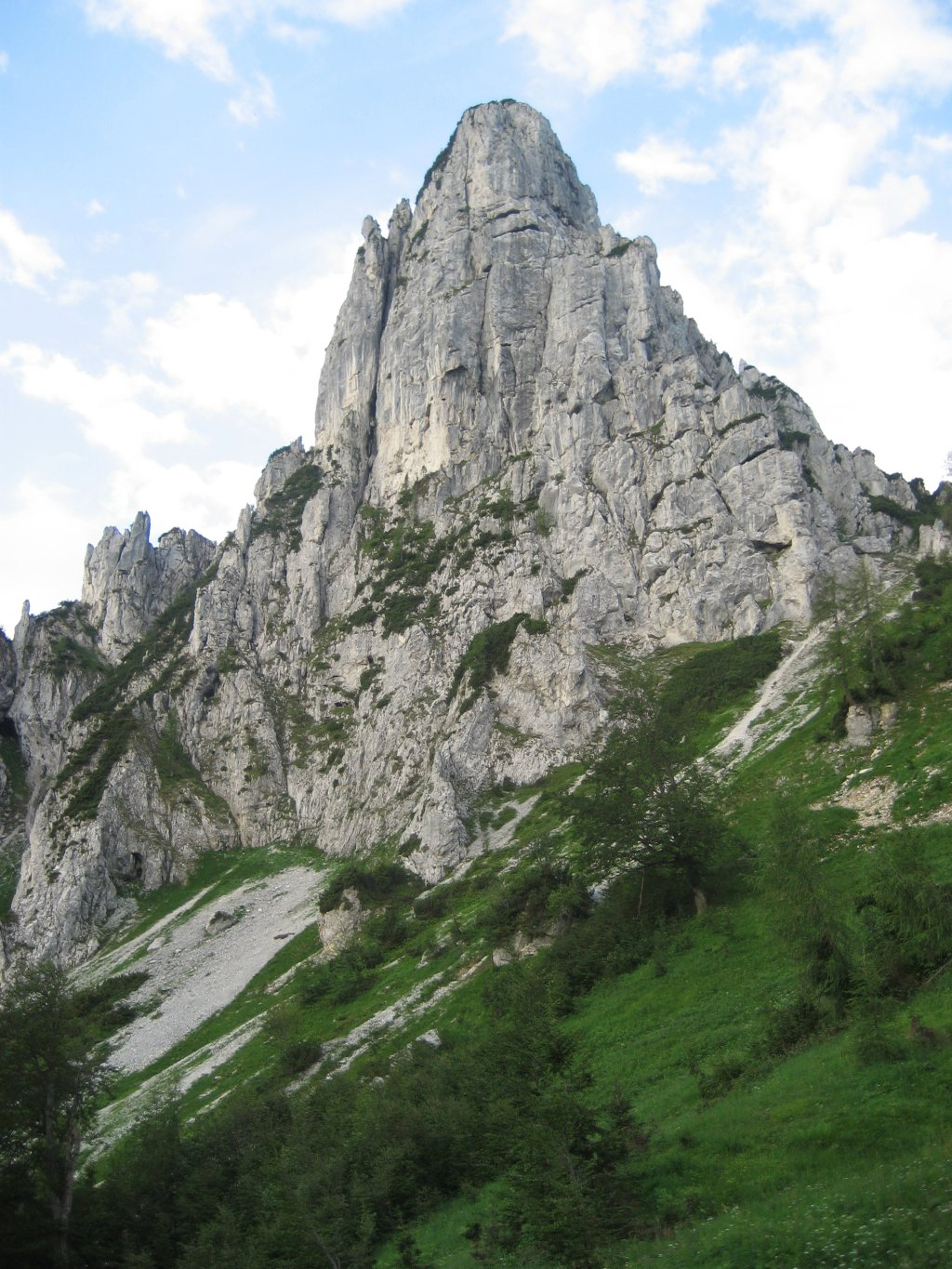
lezecký vrchol Hörndlwand

Chiemgauské Alpy jsou vápencové pohoří ležící z velké většiny v Německu, ve spolkové zemi Bavorsko. Na rakouské území (Tyrolsko) zasahuje jen malou částí. Ani jeden vrchol pohoří nedosahuje výšky 2 000 m. Nejvyšší je Sonntagshorn s 1 961 m.

## Poloha
Chiemgauské Alpy jsou na jihu vymezeny tokem řeky Saalach, která je tak odděluje od sousedních Kamenných hor (Steinberge). Východní hranici tvoří opět tok řeky Saalach, která tudy, mezi Chiemgauskými Alpami a divočejší skupinou Reiter Alpe, protéká až do Salcburku. Na severu se pohoří pomalu svažuje až do podhůří, kde leží významné letovisko - jezero Chiemsee. Jako hranice se dá považovat osa dálnice A8. Konečně západ masivu Chiemgauských Alp dělí, od Bavorského podhůří, tok řeky Inn.

## Geografie a turismus
Pohoří zaujímá plochu 1100 km². Nejvyšší vrchol Chiemgauských Alp je Sonntagshorn (1 961 m) na hranicích mezi Bavorskem a Salcburskem na jih od Ruhpoldingu a severně od města Unken. Hory zde zpravidla nejsou dramaticky strmé a hodí se proto hlavně pro nenáročnou turistiku. I tady se ovšem najdou dva vrcholy vyhledávané horolezci. A to Kampenwand (1 664 m) a Hörndlwand (1 684 m). Také na Steinplatte (1 869), ležícím v jižní části Chiemgauských Alp, je plno kvalitních lezeckých cest. V pohoří je i mnoho lanovek jako např. Hochriesbahn, Kampenwandbahn, Hochfellnbahn, Geigelsteinbahn, Hochplattenbahn. Největším lyžařským areálem je Winklmoos v masivu Steinplatte v bavorsko tyrolském pohraničí. Nalezneme zde mnoho vleků a sjezdových tratí. Většina vrcholů pohoří Chiemgauské Alpy je snadno překonatelná i v zimě. Skialpinisty jsou obzvláště oblíbené vrcholy Spitzstein, Hochgern, Sonntagshorn nebo Geigelstein .

## Nejvyšší vrcholy
| - Sonntagshorn (1 961 m) - Vorderlahner (1 909 m) - Reifelberg (1 883 m) - Hirscheck (1 883 m) - Steinplatte (1 869 m) - Geigelstein (1 813 m) - Wieslochjoch (1 813 m) - Zwiesel (1 781 m) - Dürnbachhorn (1 776 m) - Hochstaufen (1 771 m) | - Fellhorn (1 764 m) - Roßalpenkopf (1 762 m) - Aibleck (1 756 m) - Zennokopf (1 756 m) - Gamsknogel (1 750 m) - Grubhörndl (1 747 m) - Hochgern (1 744 m) - Wildalphorn (1 738 m) - Aschentaler Wände (1 738 m) - Peitlingköpfl (1 720 m) |  |

## Chaty
- Frasdorfer Hütte (1 100 m, soukromá)
- Hochgernhaus (1 510 m, soukromá)
- Hochrieshütte (1 570 m, Alpenverein)
- Klausenhütte (1 510 m, soukromá)
- Paul-Gruber-Haus (950 m, spolek přátel přírody)
- Priener Hütte (1 415 m, Alpenverein)
- Reichenhaller Haus (1 750 m, Alpenverein)
- Riesenhütte (1 345 m, Alpenverein)
- Spitzsteinhaus (1 265 m, Alpenverein)
- Steinplattenhaus (1 375 m, soukromá)
- Straubinger Haus (1 600 m, Alpenverein)
- Traunsteiner Skihütte (1 165 m, Alpenverein)
- Wandberghaus (1 350 m, soukromá)
- Zwieselalm (1 390 m, soukromá)